# Свети мученик Леонтије
Свети Леонтије је ранохришћански мученик и светитељ, пострадао 73. године. Православна црква га прославља 18. јуна .
Свети мученици Леонтије, Ипатије и Теодул били су римски војници. Свети мученик Леонтије, пореклом Грк, за време цара Веспазијана  (70-79) служио је као војсковођа у царским трупама у феничанском граду Триполију. Хришћанин Леонтије се одликовао храброшћу и разборитошћу, дубоко су га поштовали војници и грађани Триполија због његових врлина.
Цар је именовао римског сенатора Хадријана за владара феничанског подручја, са овлашћењем да прогони хришћане и, у случају одбијања да принесе жртве римским божанствима, да их изда на муку и смрт. На путу за Феникију, Хадријан је обавештен да је свети Леонтије многе одвратио од обожавања паганских богова. Владар је послао трибуна Ипатија са одредом војника у Триполи да пронађе и задржи хришћанина Леонтија. На путу до трибина, Ипатије се тешко разболео и, умирући, у сну је видео анђела који је рекао: „Ако хоћеш да будеш здрав, зови три пута са својим војницима: „Боже Леонтијев, помози ми“. Отворивши очи, Ипатије угледа анђела и рече: „Послат сам да ухапсим Леонтија, како да призовем његовог Бога?“ У то време анђео је постао невидљив. Ипатије је војницима, међу којима је био и његов пријатељ Теодул, испричао свој сан, који су сви заједно три пута призивали у помоћ Божију, чије је име свети Леонтије исповедао. Ипатије одмах оздрави, на општу радост војника, а само Теодул седе по страни, размишљајући о чуду. Душа му се испуни љубављу према Богу, и наговори Ипатија да одмах заједно пођу у град у потрагу за светим Леонтијем.
На улазу у град дочекао их је непознато лице и позвало их у своју кућу, где је великодушно почастио путнике. Сазнавши да је гостољубив домаћин свети Леонтије, падоше на колена и замолише га да их просветли вером у Истинитог Бога. Овде је обављено крштење, а када је свети Леонтије над њима изговорио молитвени призив у Име Пресвете Тројице, светли облак је засенио новокрштену и проливену благословену кишу. Остали војници су у потрази за својим поглавником дошли у Триполи, где је стигао и владар Хадријан. Сазнавши шта се догодило, нареди да му доведу светог Леонтија, трибуна Ипатија и Теодула, и, претећи им мукама и смрћу, захтеваше одрицање од Христа и жртву римским боговима. Сви мученици су чврсто исповедали веру у Христа. Свети Ипатије је окачен на стуб и тесан гвозденим канџама, док је свети Теодул немилосрдно тучен моткама. Видећи непоколебљивост мученика, мачем им одсекоше главе. Свети Леонтије је после мучења послат у тамницу. Ујутру се појавио пред владаром. Хадријан је настојао да светог исповедника заведе почастима и наградама, и, не постигавши ништа, предаде га мучењима: свети мученик је цео дан висио наопачке на стубу са тешким каменом око врата, али ништа га није могло натерати да се одрекне Христа. Владар је наредио да страдалника бију моткама док не умре. Тело светог мученика Леонтија избачено је из града, али га хришћани дадоше часно да се сахрани близу Триполија . Смрт светих мученика уследила је око 70-79 године.
Саслушање светог Леонтија, његова страдања и смрт забележио је на лименим плочама писар који је присуствовао суђењу. Ове таблице стављене су у гроб светог мученика .